# Groton (Vermont)
Groton ist eine Town im Caledonia County des Bundesstaates Vermont in den Vereinigten Staaten mit 984 Einwohnern (laut Volkszählung des Jahres 2020).

## Geografie

### Geografische Lage
Groton liegt im Südwesten des Caledonia Countys und grenzt im Westen ans Washington County und im Süden ans Orange County, im Nordosten der Green Mountains. Der Wells River mit seinen Zuflüssen fließt in südöstlicher Richtung durch die Town. Er mündet im Connecticut River. Es gibt mehrere Seen auf dem Gebiet der Town, der Größte ist der Lake Groton und etwas südlich von ihm der Ricker Pond. Die Oberfläche der Town ist hügelig, die höchste Erhebung ist der 1022 m hohe Signal Mountain.

### Nachbargemeinden
Alle Entfernungen sind als Luftlinien zwischen den offiziellen Koordinaten der Orte aus der Volkszählung 2010 angegeben.
- Norden: Peacham, 7,3 km
- Nordosten: Barnet, 21,4 km
- Osten: Ryegate, 16,3 km
- Südosten: Newbury, 16,0 km
- Süden: Topsham, 2,5 km
- Südwesten: Orange10,2 km
- Westen: Plainfield, 15,6 km
- Nordwesten: Marshfield, 11,4 km

### Klima
Die mittlere Durchschnittstemperatur in Groton liegt zwischen −9,44 °C (15 °Fahrenheit) im Januar und 20,0 °C (68 °Fahrenheit) im Juli. Damit ist der Ort gegenüber dem langjährigen Mittel der USA um etwa 9 Grad kühler. Die Schneefälle zwischen Mitte Oktober und Mitte Mai liegen mit mehr als zwei Metern etwa doppelt so hoch wie die mittlere Schneehöhe in den USA. Die tägliche Sonnenscheindauer liegt am unteren Rand des Wertespektrums der USA, zwischen September und Mitte Dezember sogar deutlich darunter.

## Geschichte

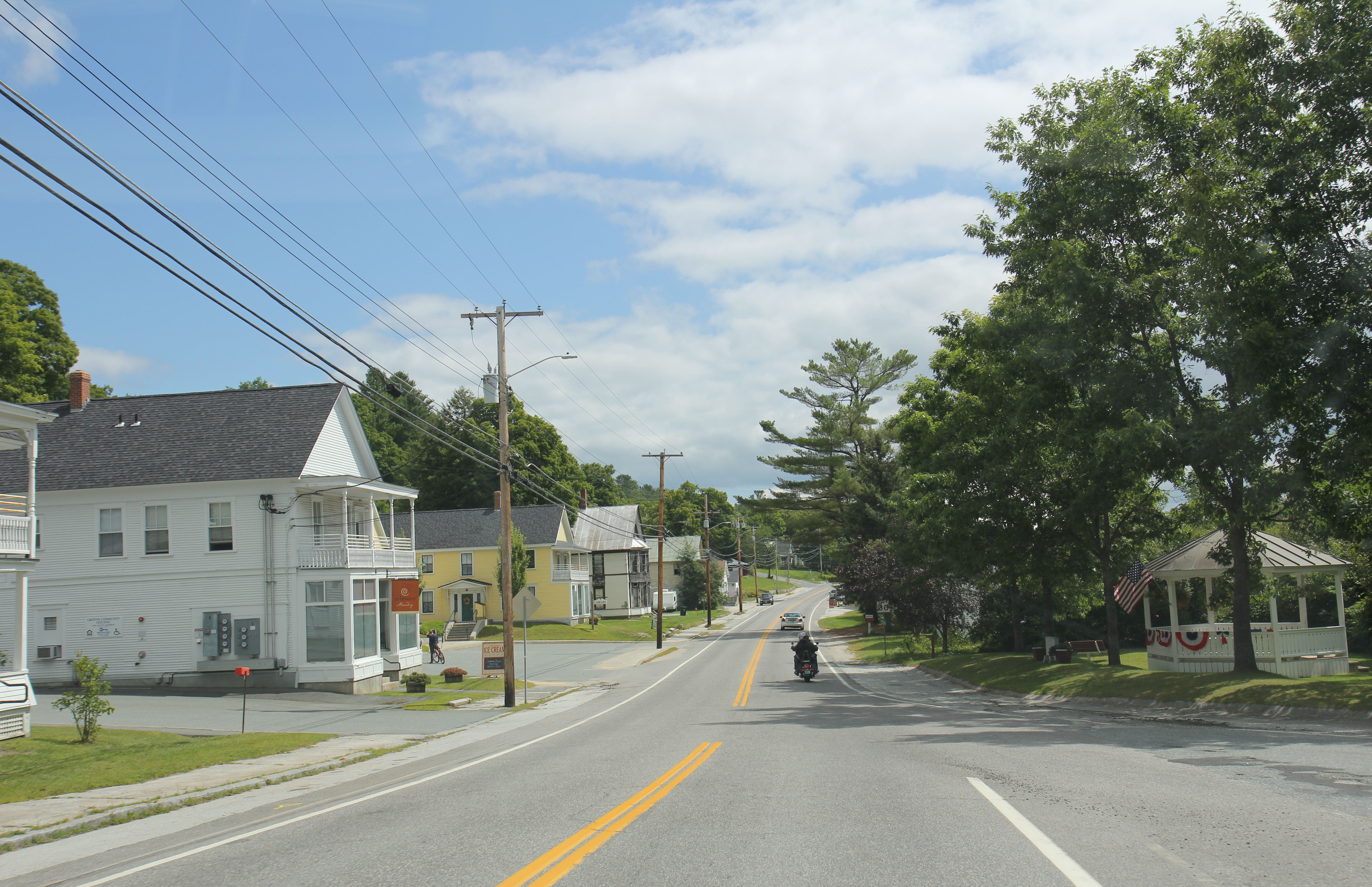
Highway 232 durch Groton

Der Grant für Groton wurde am 7. November 1780 ausgerufen und am 20. Oktober 1789 wurde er an Thomas Butterfield und weiteren vergeben. Er umfasste ein Gebiet von 28.000 Acre (11.331 Hektar). Die Besiedlung startete 1787. Die konstituierende Versammlung der Town fand am 28. März 1797 statt.
Es ist nicht klar, ob Groton nach Groton, Massachusetts oder Groton, Connecticut benannt wurde. Diese Towns wurden jedoch beide nach Groton, Suffolk benannt, der Heimat des ersten Gouverneurs von Massachusetts und zwei Gouverneuren von Connecticut.
Groton lag an der Bahnstrecke Montpelier–Wells River. Am 15. September 1873 wurde der Abschnitt zwischen Wells River und Groton in Betrieb genommen und am 1. November die komplette Strecke. Stillgelegt wurde sie 1956.

### Religion
Groton wird von den Gemeinden der baptistischen und der methodistischen Kirche geprägt.

### Einwohnerentwicklung
| Volkszählungsergebnisse – Town of Groton | Volkszählungsergebnisse – Town of Groton | Volkszählungsergebnisse – Town of Groton | Volkszählungsergebnisse – Town of Groton | Volkszählungsergebnisse – Town of Groton | Volkszählungsergebnisse – Town of Groton | Volkszählungsergebnisse – Town of Groton | Volkszählungsergebnisse – Town of Groton | Volkszählungsergebnisse – Town of Groton | Volkszählungsergebnisse – Town of Groton | Volkszählungsergebnisse – Town of Groton |
| Jahr                                     | 1700                                     | 1710                                     | 1720                                     | 1730                                     | 1740                                     | 1750                                     | 1760                                     | 1770                                     | 1780                                     | 1790                                     |
| ---------------------------------------- | ---------------------------------------- | ---------------------------------------- | ---------------------------------------- | ---------------------------------------- | ---------------------------------------- | ---------------------------------------- | ---------------------------------------- | ---------------------------------------- | ---------------------------------------- | ---------------------------------------- |
| Einwohner                                |                                          |                                          |                                          |                                          |                                          |                                          |                                          |                                          |                                          | 45                                       |
| Jahr                                     | 1800                                     | 1810                                     | 1820                                     | 1830                                     | 1840                                     | 1850                                     | 1860                                     | 1870                                     | 1880                                     | 1890                                     |
| Einwohner                                | 248                                      | 449                                      | 595                                      | 836                                      | 928                                      | 895                                      | 939                                      | 811                                      | 1014                                     | 1040                                     |
| Jahr                                     | 1900                                     | 1910                                     | 1920                                     | 1930                                     | 1940                                     | 1950                                     | 1960                                     | 1970                                     | 1980                                     | 1990                                     |
| Einwohner                                | 1059                                     | 915                                      | 902                                      | 803                                      | 764                                      | 712                                      | 631                                      | 666                                      | 667                                      | 862                                      |
| Jahr                                     | 2000                                     | 2010                                     | 2020                                     | 2030                                     | 2040                                     | 2050                                     | 2060                                     | 2070                                     | 2080                                     | 2090                                     |
| Einwohner                                | 876                                      | 1022                                     | 984                                      |                                          |                                          |                                          |                                          |                                          |                                          |                                          |

## Kultur und Sehenswürdigkeiten

### Parks
Der Groton State Forest erstreckt sich über mehr als 26.000 Acre (10.520 Hektar). Damit ist er das zweitgrößte Gebiet, welches vom Department of Forests, Parks and Recreation verwaltet wird. Angelegt wurde er ab dem Jahr 1919. Im Groton State Forest gibt es sieben State Parks, das Groton Nature Center und acht Seen. Das Civilian Conservation Corps erschloss das Gebiet mit Straßen, Wegen, Brandwachtürmen und Picknick-Gebieten. 

## Wirtschaft und Infrastruktur

### Verkehr
Durch den Südosten verläuft der U.S. Highway 302, er verbindet Groton mit Montpelier und Barre im Westen und Wells River im Osten. Von ihm zweigt in nördlicher Richtung die Vermont State Route 232 nach Marschfield ab.

### Öffentliche Einrichtungen
Es gibt in Groton kein Krankenhaus. Das nächstgelegene ist das Central Vermont Medical Center in Berlin.

### Bildung

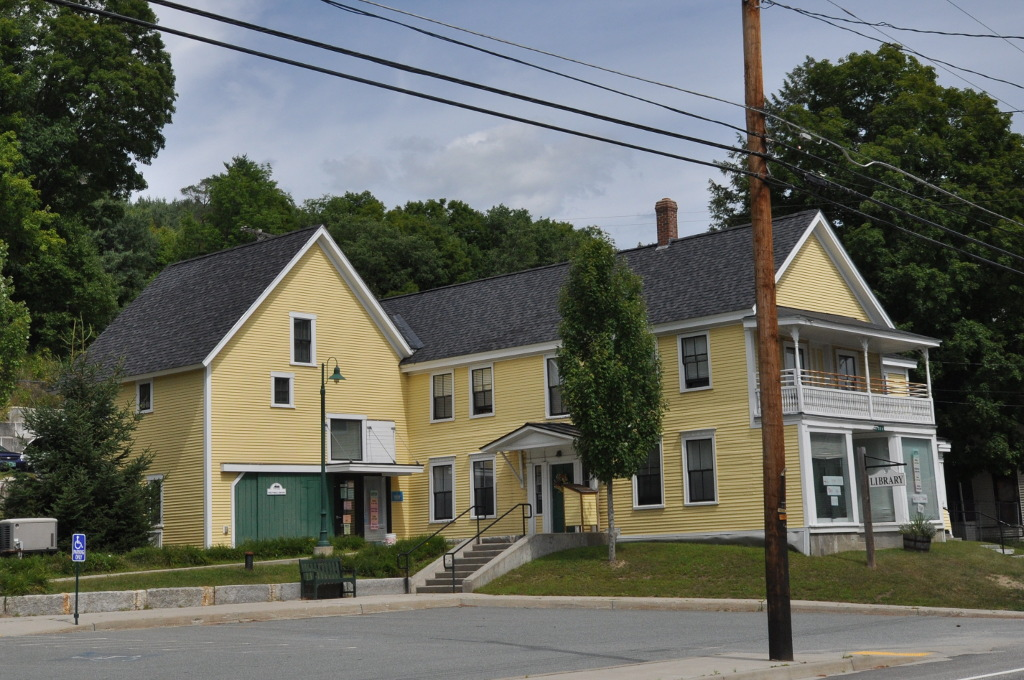
Alice Lord Goodine House

Groton gehört mit Ryegate und Wells River zum Blue Mountain Union School District.
In Groton gibt es keine eigene Schule. Schulkinder besuchen die Blue Mountain Union School in Wells River. Sie bietet Klassen von Pre-Kindergarten bis zum Abschluss der High School im zwölften Schuljahr.
Die Groton Free Public Library befindet sich am Scotts Highway in Groton im historischen Alice Lord Goodine House.
Um die Bewahrung der Geschichte kümmert sich die in den frühen 1930er Jahren gegründete Groton Historical Society.

## Persönlichkeiten

### Söhne und Töchter der Stadt
- William Scott (1839–1862), Soldat, bekannt als The Sleeping Sentinel

### Persönlichkeiten, die vor Ort gewirkt haben
- Thomas Bartlett (1808–1876), Politiker und Abgeordneter im Repräsentantenhaus